# Теоден
Те́оден (др.-англ. Théoden; в некоторых переводах Феоден) — персонаж романа Дж. Р. Р. Толкина «Властелин Колец», семнадцатый король Рохана. При первом своём появлении в сюжете романа предстаёт немощным стариком, находящимся под влиянием своего советника Гримы Червеуста, действующего в интересах враждебно настроенного к Рохану волшебника Сарумана. Однако благодаря Гэндальфу Теоден был исцелён и вновь возглавил всадников Рохана, одержав победу над армией Сарумана в сражении при Хорнбурге. Погиб в битве на Пеленнорских полях, придя во главе шеститысячного войска на помощь осаждённой войсками Мордора гондорской крепости Минас Тирит.
Теоден воплощает распространённый в древнеанглийской литературе и особо ценимый Толкином героический идеал мужества перед лицом неминуемого поражения. Его гибель на Пеленнорских полях «в ореоле скорби и славы» сравнивают с ролью короля готов Теодориха в битве на Каталаунских полях 451 года.

## Биография
Теоден родился в 2948 году Третьей Эпохи в Гондоре, где тогда жил его отец, король Рохана Тенгел, и мать — Морвен из Лоссарнаха. Теоден не был их единственным ребёнком: у него было четыре сестры, одна из которых — Теодвин.
Супруга Теодена Эльфхильда умерла при родах в 2978 году Т. Э., произведя на свет единственного сына Теодена — Теодреда. После смерти жены Теоден не вступил в повторный брак.
В 2980 году Теоден наследовал своему отцу на престоле Рохана.
В 3002 году Т.Э. погиб Эомунд, супруг любимой сестры короля, Теодвин. Вскоре умерла и она. Теоден очень горевал о ней и принял в свой дом племянников, детей Эомунда и Теодвин — Эомера и Эовин, которых воспитывал как собственных детей.

## Участие Теодена вВойне Кольца
Ближайшим советником Теодена во дни, описываемые в трилогии «Властелин Колец», был некий Грима Червеуст, в то же время тайно служивший соседу Теодена — магу Саруману, втайне предавшемуся Тьме. В 3014 г. Т.Э., когда Теодену было шестьдесят шесть, его здоровье начало ухудшаться. С одной стороны, это могло быть вызвано естественными причинами (хотя рохиррим в среднем доживали до восьмидесяти лет, а один из предков Теодена, известный как Альдор Старый, пережил столетие). С другой стороны, болезнь могли спровоцировать или усилить медленно действующие яды, которые ему давал Грима. В любом случае, Теоден весьма ослабел и впал в полную зависимость от своего советника. Тот, в свою очередь, пытался поссорить короля с сыном Теодредом и племянником Эомером, чьи активные действия мешали Саруману захватить Рохан.
На правах тайного советника Гриме удавалось управлять роханскими войсками таким образом, что в конечном итоге незадолго до появления в Рохане Братства Кольца армии рохиррим то и дело приходилось отражать тяжёлые удары войск Сарумана с разных направлений. Доходило до того, что отряды орков из Изенгарда свободно передвигались по роханской степи, при этом роханские войска не могли ничем им помешать, скованные приказами, отданными Гримой от имени Теодена. (Именно таким образом отряду орков под командованием Углука удалось беспрепятственно захватить в плен двух хоббитов из Братства Кольца и чуть было не удалось доставить их Саруману). Ко всему прочему сын короля Теодред пал в битве у Изенских бродов. Последнее событие окончательно ввергло Теодена в апатию, так что судьба Рохана висела на волоске.
Однако вмешательство Гэндальфа спутало все планы Сарумана. Во-первых, Белый Странник излечил Теодена от старческой немощи, и тот во главе роханского ополчения отправился в крепость Хорнбург в Хельмовой Пади, где рохиррим одержали (правда, не без помощи энтов) победу над более сильным войском Сарумана. После этого Теоден в обществе Гэндальфа, Арагорна, Леголаса и Гимли отправился в Изенгард на переговоры с агрессором Саруманом. Когда тот, используя свои чародейские способности, попытался обольстить Теодена, предлагая ему мир, король отказался, чем вызвал неподдельную ярость бывшего Светлого мага.
Также в Изенгарде Теоден впервые в жизни встретился с хоббитами (о которых ранее знал только из легенд своего народа), захваченными в плен орками Сарумана. Один из них — Мериадок Брендибак — стал его оруженосцем и следовал за ним, даже вопреки воле сюзерена, до самой его смерти.
Покончив с угрозой Сарумана, Теоден исполнил Клятву Эорла, во главе шеститысячного войска рохиррим выступив на помощь Гондору. В решающий момент он разомкнул кольцо блокады вокруг Минас Тирита и принял участие в битве на Пеленнорских полях 15 марта 3019 г. Т.Э. Он лично сразил вождя воинства Харада, однако сам был повержен Королём-чародеем. Перед смертью Теоден успел проститься со своим оруженосцем-хоббитом и передал Эомеру королевскую власть.
После боя тело Теодена отнесли в Минас Тирит, где оно покоилось на улице Рат Динен среди усыпальниц королей Гондора вплоть до завершения Войны Кольца. 19 июля того же года тело Теодена с великим почётом отправили в Рохан, где и похоронили по обычаю рохиррим под высоким курганом.
За отсутствием  наследников место Теодена на престоле Рохана занял его племянник Эомер, ставший родоначальником новой ветви династии Эорла.

## Имя

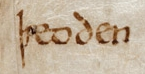
Слово "þeoden" в древней рукописи

Имя Теоден (англ. Théoden) происходит из древнеанглийского слова þēoden, что переводится как «князь» или «король». Согласно этимологии Средиземья это слово является переводом на древнеанглийский язык роханского имени Tûrac. 
Прозвище Эднев (англ. Ednew) упоминается в Приложении B к «Властелину Колец». Этот термин также имеет англосаксонское происхождение, производное от прилагательного ednēowe (др.-англ.  «обновлённый»).

## Концепция и создание

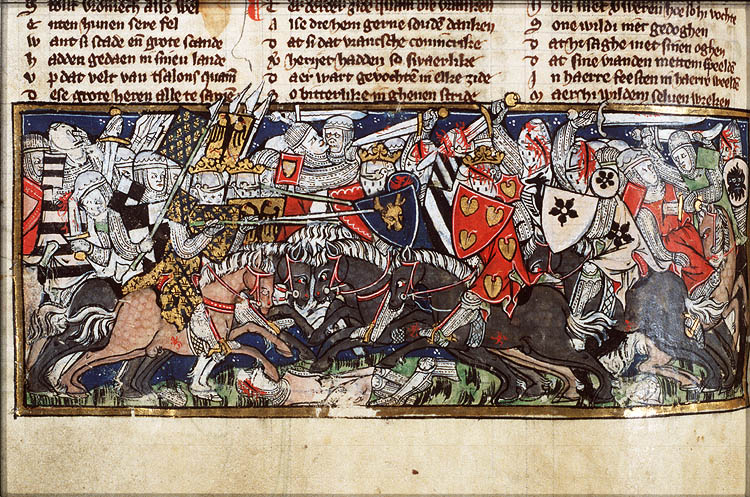
Миниатюра из манускрипта XIV века с изображением битвы на Каталаунских полях.

Гибель короля Теодена, придавленного собственным конём, в ходе сражения на Пеленнорских полях перекликается со сведениями Иордана о битве на Каталаунских полях 451 года. В ней цивилизация Запада также противостояла восточным народам, а король готов Теодорих был затоптан своими победоносными всадниками и, подобно Теодену на Пеленноре, погиб «в таком же ореоле скорби и славы». Как и Теодориха, Теодена уносили с поля боя его рыцари, в то время как битва всё ещё продолжалась.
В ранних черновиках Толкина у Теодена была дочь Идис (англ. Idis, от  др.-англ. ides — «женщина», «леди»).

## Факты из кинотрилогии
- На роль Теодена претендовали несколько актеров, прежде чем роль досталась Бернарду Хиллу.[значимость факта?]
- Теоден — левша, это впервые видно в сцене битвы с варгами. Пишет он также левой рукой (сцена, когда Арагорн вбегает в зал Эдораса, чтобы возвестить о том, что Гондору нужна помощь).[значимость факта?]
- В отличие от книги перед умирающим Теоденом наклонялась Эовин, а не хоббит Мериадок.[значимость факта?]